# São João do Campo
São João do Campo é uma vila portuguesa sede da Freguesia de São João do Campo do Município de Coimbra, freguesia com 7,92 km² de área e 1825 habitantes (censo de 2021), tendo, assim, uma densidade populacional de 230,4 hab./km².
A povoação de São João do Campo foi elevada à categoria de vila em 1989.
Cioga do Campo era o nome original desta freguesia, que também foi conhecida por Lavarrabos. A pedido dos residentes, por decreto de 15 de março de 1880, passou para a atual designação. Pertenceu ao extinto concelho de Ançã, até 31 de dezembro de 1853, passando a integrar o de Coimbra, a partir dessa data.

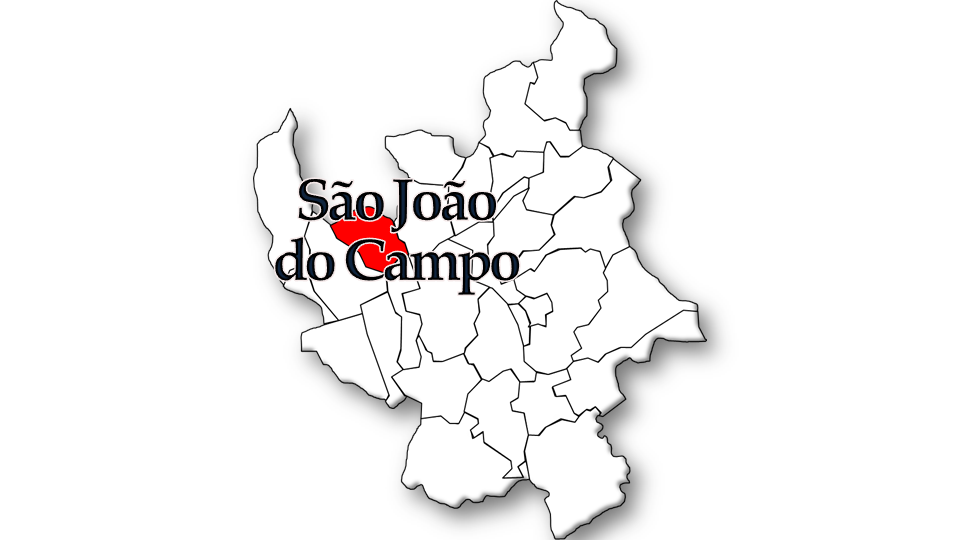
Localização da freguesia no município de Coimbra

## Demografia
A população registada nos censos foi:
| Distribuição da População por Grupos Etários | Distribuição da População por Grupos Etários | Distribuição da População por Grupos Etários | Distribuição da População por Grupos Etários | Distribuição da População por Grupos Etários |
| -------------------------------------------- | -------------------------------------------- | -------------------------------------------- | -------------------------------------------- | -------------------------------------------- |
| Ano                                          | 0-14 Anos                                    | 15-24 Anos                                   | 25-64 Anos                                   | > 65 Anos                                    |
| 2001                                         | 346                                          | 385                                          | 1224                                         | 354                                          |
| 2011                                         | 274                                          | 214                                          | 1193                                         | 392                                          |
| 2021                                         | 191                                          | 184                                          | 944                                          | 506                                          |

## Património
- Três cruzeiros
- Igreja da Imaculada Conceição
- Ponte Pedra
- Casa das Rosas
- Fonte Larga
- Mata da Geria
- Vala do Norte

## Resultados eleitorais

### Eleições autárquicas (Junta de Freguesia)
| Partido     | %    | M    | %    | M    | %    | M    | %    | M    | %    | M    | %    | M    | %    | M    | %    | M    | %    | M    | %    | M    | %    | M    |
| Partido     | 1976 | 1976 | 1979 | 1979 | 1982 | 1982 | 1985 | 1985 | 1989 | 1989 | 1993 | 1993 | 1997 | 1997 | 2001 | 2001 | 2005 | 2005 | 2009 | 2009 | 2013 | 2013 |
| ----------- | ---- | ---- | ---- | ---- | ---- | ---- | ---- | ---- | ---- | ---- | ---- | ---- | ---- | ---- | ---- | ---- | ---- | ---- | ---- | ---- | ---- | ---- |
| CDS-PP      | 38,6 | 4    |      |      |      |      |      |      | 4,2  | -    | 4,1  | -    |      |      |      |      |      |      |      |      | 2,6  |      |
| IND         | 38,1 | 4    |      |      |      |      |      |      |      |      |      |      |      |      |      |      |      |      |      |      |      |      |
| PPD/PSD     | 9,8  | 1    |      |      |      |      | 21,1 | 2    | 9,1  | 1    | 10,5 | 1    | 18,1 | 1    |      |      |      |      |      |      | 13,2 | 1    |
| PS          |      |      | 41,6 | 6    | 49,7 | 7    | 42,3 | 4    | 17,0 | 1    | 52,1 | 5    | 39,3 | 4    | 45,2 | 4    | 36,1 | 4    | 34,3 | 3    | 33,4 | 3    |
| APU/CDU     |      |      | 28,8 | 4    | 24,6 | 3    | 32,6 | 3    | 65,7 | 7    | 31,1 | 3    | 39,0 | 4    | 38,2 | 4    | 41,5 | 4    | 51,3 | 5    | 46,2 | 5    |
| AD          |      |      | 26,7 | 3    | 21,5 | 3    |      |      |      |      |      |      |      |      |      |      |      |      |      |      |      |      |
| PSD-CDS-PPM |      |      |      |      |      |      |      |      |      |      |      |      |      |      | 13,1 | 1    | 16,9 | 1    | 11,6 | 1    |      |      |
|             |      |      |      |      |      |      |      |      |      |      |      |      |      |      |      |      |      |      |      |      |      |      |
|             |      |      |      |      |      |      |      |      |      |      |      |      |      |      |      |      |      |      |      |      |      |      |